# Kurtsiefen
Kurtsiefen ist ein Ortsteil von Seelscheid in der Gemeinde Neunkirchen-Seelscheid im Rhein-Sieg-Kreis. 

## Lage
Der ehemals eigenständige Ort Kurtsiefen liegt an den Hängen des Wahnbachtales im Nordosten von Seelscheid.

## Geschichte
1830 hatte Kurtsiefen 50 Einwohner. 1845 hatte der Weiler 54 katholische und 15 evangelische Einwohner in 15 Häusern. 1888 gab es 47 Bewohner in 13 Häusern, für Oberkurtsiefen an der Zeithstraße ist ein Haus mit fünf Bewohnern verzeichnet.
Die Siedlung gehörte bis 1969 zur Gemeinde Seelscheid.